# Дідим Халкентер
Дідим Халкентер (лат. Didymus Chalcenterus, дав.-гр. Δίδυμος χαλκέντερος; Didymos chalkenteros, Дідим «мідні нутрощі», Дідим Олександрійський, 63 р. до н. е. — 10 р. н. е.) — давньогрецький вчений, філолог, граматик. Мав прізвисько «Мідне черево».

## Життєпис
Народився у м. Александрія Єгипетська. Був сином торговця рибою. Щодо його особистого життя мало відомостей. Здебільшого його діяльність пов'язана з роботою в Александрійській бібліотеці. За своє життя він написав дуже багато робіт та доробок: за одними даними 3500, за іншими — 4000. Казали, що він написав стільки робіт, що іноді забував про написане. За працьовитість й посидючість він й отримав своє прізвисько.
Здебільшого його твори торкалися аналізу грецької мови, досліджень комедії, трагедії, життя та діяльності Гомера. Водночас він складав багато коментарів до творів відомий та визначних риторів та ораторів минувшини та сьогодення. Зокрема, у 1901 році було знайдено сувій із коментарями Дідима до промов Демосфена.
Після завоювання Римом Єгипту Птолемеїв у 30 році до н. е. Дідим через деякий час переїхав до Рима. Тут він продовжив свою наукову діяльність. Особливо він потоваришував із римським вченим-енциклопедистом Варроном Реатинським.
Помер Дідим Александрійський у 10 році н. е. у Римі.